# Athanásios Ghavélas
Athanásios Ghavélas (grec moderne : Αθανάσιος Γκαβέλας), né le 19 décembre 1999 à Athènes, est un athlète handisport grec.

## Situation personnelle

### Vie privée
À l'âge de 10 ans, il s'est rendu compte que sa vision était défaillante. Il ne voyait pas bien les professeurs, il avait du mal à lire et à épeler. Ces difficultés provenaient d'une maladie génétique, maladie de Stargardt, qui apparaît progressivement et entraîne une perte progressive de la vision.

## Palmarès
En 2018, à l'occasion des Championnats d'Europe d'athlétisme handisport, Athanásios Ghavélas décroche la médaille d'or du 100 mètres T12 et la médaille d'argent sur le 200 mètres T12. Il conserve son titre continental en 2021 et s'empare du titre mondial du 100 mètres T11 lors des Championnats du monde d'athlétisme handisport de 2023. Le 5 septembre 2024, lors des Jeux paralympiques de Paris, il termine sur la plus haute marche du podium du 100 mètres T11 en 11 s 02, conservant son titre acquis aux Jeux de Tokyo.